# Britpop
El Britpop va ser un moviment cultural britànic de rock alternatiu que va guanyar popularitat a tot el món, sobretot a Europa, a mitjans dels anys 90, caracteritzat per la prominència de bandes influenciades pel pop guitarrístic britànic dels anys 60 i 70. Tot i que aquestes bandes en conjunt no tenien un so que les agrupara, van ser qualificades per la prensa especialitzada com una 'escena' i posteriorment com un moviment cultural. Blur i Oasis són considerats generalment com els dos grups més importants d'aquesta escena, tot i que hi ha diverses bandes associades amb el britpop a diversos nivells, com ara Suede, Pulp, Dodgy, Ocean Colour Scene, Supergrass, The Verve i Radiohead.
El moviment es va desenvolupar com una reacció contra diverses tendències musicals i culturals a finals dels anys 80 i principis dels 90. L'acid house i l'èxit de la música Hip-hop van portar a un interès renovat per les cançons guiades pel ritme i el groove, amb portant al que es va denominar so Madchester. En aquest moment, la música de guitarres més tradicional es va deixar de costat. El moviment del shoegazing de finals dels anys 80 i principis dels 90 també va anar en contra de la tendència a base de produir cançons llargues, repetitives i psicodèliques, molt influenciades per grups com ara The Jesus and Mary Chain i My Bloody Valentine.
La major "antiinfluència" del Britpop va ser, però, el grunge. Durant l'època d'invasió de bandes americanes liderada per Nirvana, Mudhoney, Pearl Jam, Soundgarden i Alice in Chains, alguns grups britànics van intentar emular el so grunge. Altres van continuar amb el so Madchester, com a part del moviment baggy. Gran part de la premsa musical britànica, però, va continuar aclamant bandes americanes més establertes, com Dinosaur Jr i Sonic Youth.

## Arrels i influències
Els grups de Britpop estaven molt influenciat per la música de guitarres britànica dels anys 60 i 70, particularment les dues parts del que es va anomenar British Invasion: els rockers com ara The Beatles i The Rolling Stones i els seus contemporanis Mods com The Who, The Kinks i Small Faces. També van rebre influència dels artistes de glam dels anys 70 i 80, com ara David Bowie i T. Rex i els artistes de punk i new wave com The Sex Pistols, The Clash, Duran Duran, The Jam, i Buzzcocks.

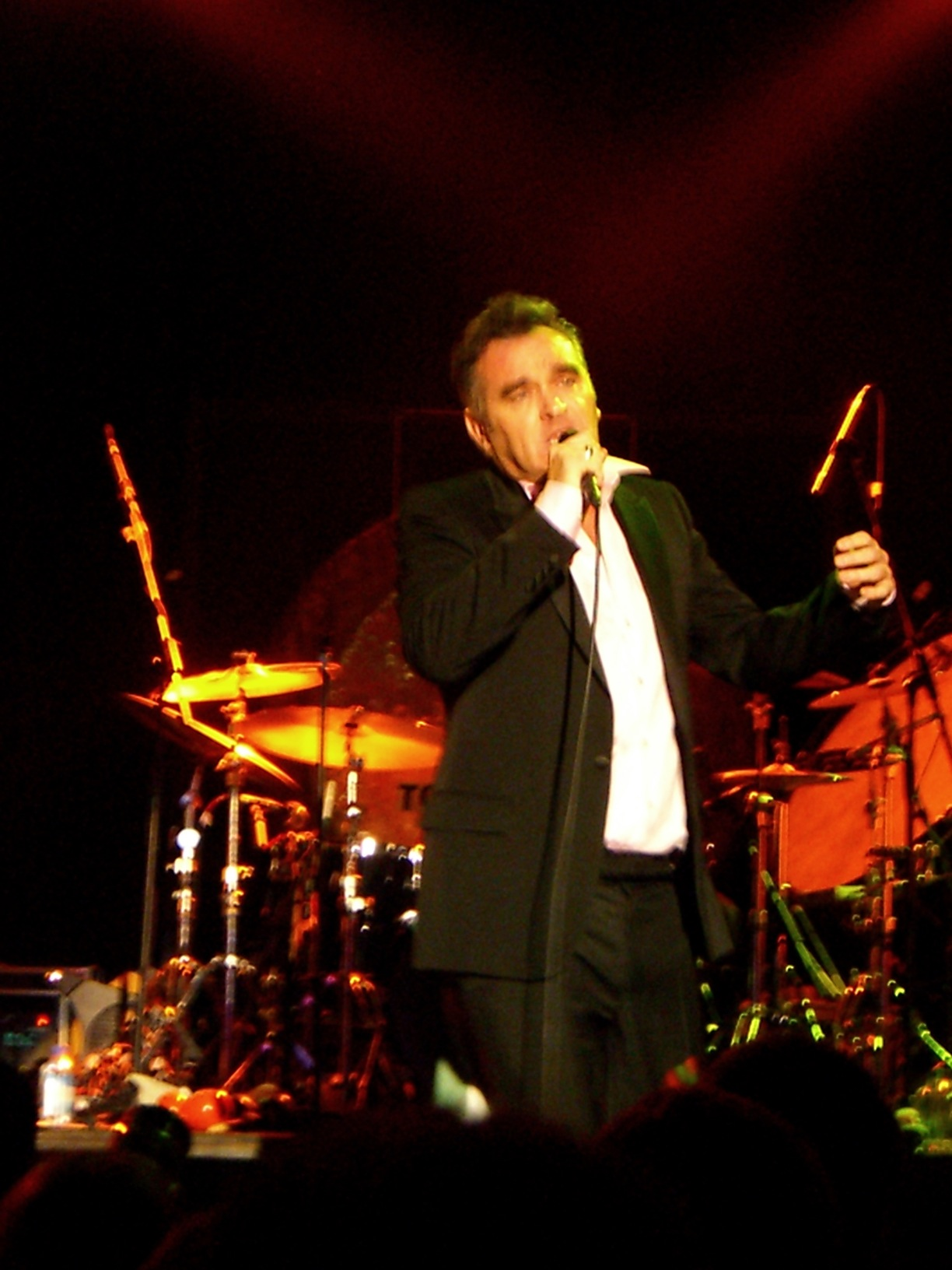
Morrissey, cantant de The Smiths

Les bandes d'indie dels anys 80 i principis dels 90, especialment The Smiths, The Jesus and Mary Chain, i James van ser els avantpassats directes del Britpop. El so Madchester també va tenir gran influència, comandat per The Stone Roses, The Happy Mondays, i Inspiral Carpets (pels quals el component d'Oasis Noel Gallagher havia treballat durant alguns anys). Potser una influència indirecta va ser la música pop independent agrupada sota l'escena C86. De fet, moltes bandes que després van ser catalogades com a Britpop, com ara Primal Scream, van començar com a bandes de C86.
Tot i la manca d'interès en les músiques shoegazing i grunge que caracteritzen l'estil, alguns elements d'aquestes es van acabar incorporant a certs sectors del Britpop. Per exemple, Noel Gallagher ha expressat el seu interès per la banda Ride (fins al punt d'incloure el seu líder, Andy Bell, a Oasis). O el cas de Martin Carr, de The Boo Radleys, que sempre ha parlat de Dinosaur Jr com una influència important al seu treball.
Tot i que el moviment es va popularitzar al voltant de 1994, no és clar quan va començar en realitat. Donada la seua influència en sons posteriors, l'àlbum The Stone Roses, publicat el 1989, se cita sovint com al primer àlbum de Britpop. Noel Gallagher sempre ha afirmat, però, que l'àlbum de debut de The La's, del 1990, va ser el que començà l'estil. Altres donen aquest mèrit a Definitely Maybe, d'Oasis (1994), el debut de Suede, o el disc que portà a la fama a Blur, Modern Life Is Rubbish (1993),.

## (Anys 90) Història

### (1991-1993) El padrí del mod iModern Life is Rubbish
Paul Weller és freqüentment citat com a iniciador del moviment. Els seus àlbums en solitari Paul Weller (1991) i Wild Wood (1993) són considerats com als que li donaren força al moviment. La seua influència soibre el Britpop, juntament amb l'associació amb la reaparició de la música mod li han fet meréixer el sobrenom de "The Modfather", un joc de paraules entre "Godfather" (padrí) i "Mod". A més de guiar als altres grups amb els seus discs, Weller també ha tocat amb diverses bandes de Britpop. Simon Fowler i Damon Minchella d'Ocean Colour Scene han sigut components de la seua banda d'acompanyament, i Weller va tocar la guitarra a una de les cançons més significatives d'Oasis, "Champagne Supernova".
Una altra banda clau per a l'inici del moviment va ser Blur. Mentre Paul Weller va aportar l'element de la cultura pop al que després seria el Britpop, Blur van captar l'atenció dels mitjans als inicis amb el seu primer èxit a les llistes, l'àlbum de 1993 Modern Life Is Rubbish. L'àlbum allunyava lentament el so de Blur de la música dance shoegazing del seu debut Leisure cap a un so pop influenciat per bandes com The Kinks. Vist amb la perspectiva del temps, les composicions i so de Modern Life Is Rubbish contenien molts dels temes lírics, canvis d'acords, harmonies i forma de cantar decididament britànica que després es reconeixerien com a "Britpop".
L'escena Mod de mitjans dels anys 1960 i principis dels 80 va tindre una influència molt important en algunes bandes, les més populars de les quals van ser Blur, Ocean Colour Scene, Menswe@r i, en menor grau, Oasis, tant en termes d'influència musical (particularment The Kinks, The Who i Small Faces) o moda (es va renovar l'èxit del dissenyador Ben Sherman, per exemple).

### (1994-1996) El Britpop i la "Cool Britannia"
El terme "Britpop" es va usar primerament el 1987 (a la revista Sounds, ho va fer el periodista, líder de Goldblade i crític de televisió John Robb referint-se a bandes com The La's, The Stone Roses, Inspiral Carpets i The Bridewell Taxis). El terme "Britpop" es va popularitzar al mateix temps que el de "Britart" (que es referia al treball d'artistes britànics moderns com ara Damien Hirst). No obstant això, no va ser fins a l'any 1994 quan el terme va entrar a la consciència col·lectiva, quan es va començar a usar a la premsa especialitzada, sobretot a les revistes NME, Melody Maker, Select i Q. El següent pas va ser que la paraula passés a l'àmbit general. Açò està ben exemplificat per un article a The Guardian on els editors del diccionari Oxford English Dictionary declaraven "Britpop" com la nova paraula que millor exemplificava 1995.
L'abril de 1993, la revista Select va ajudar a augmentar el ja de per si alt orgull britànic posant a la seva portada al líder de Suede Brett Anderson amb una Union Jack de fons amb la frase "Yanks go home!" ("Yankis, marxeu a casa"). L'exemplar incloïa articles sobre Suede, The Auteurs, Denim, Saint Etienne i Pulp. Durant els següents tres anys, altres grups de Britpop van dominar els setmanaris britànics: Mansun, Elastica, Echobelly, Sleeper, Supergrass, Primal Scream, The Auteurs, The Boo Radleys, Pulp, Cast (un grup format per John Power, antic baixista de The La's), The Bluetones, Black Grape, Torrindale, Space i The Divine Comedy. Alguns d'ells eren nous, altres com ara Boo Radleys i Dodgy tenien bandes establertes que es van beneficiar de l'associació amb el moviment.
Després d'açò els primers reconeixements per part de la premsa van venir en forma del que el NME havia anomenat New Wave of New Wave (o 'NWONW'), tot i que aquest nom va ser aplicat inicialment a sons derivats del punk com ara els d'Elastica, S*M*A*S*H i These Animal Men. Tot i que les darreres 2 bandes van desaparèixer aviat, la premsa inicialment reticent a reconèixer els grups posteriors, com ara Oasis, Shed Seven i Whiteout, i van continuar donant suport a grups més punk, amb un so més agressiu. Tot i això, la publicació de nou material de The Charlatans i Inspiral Carpets aquell any (havent retornat després d'alguns discs més pobres) va fer que els sons més melòdics guanyaren protagonisme. Alguns grups de so més antic que van tornar a tindre acceptació al "mainstream" van ser Ocean Colour Scene i el grup de l'ex-Happy Mondays Shaun Ryder, Black Grape.
El moviment no només reflectia un nou estil musical, sinó també un orgull britànic renovat, així com la imatge i fama aportada pels mitjans especialitzats britànics. Això va ser l'anomenat Cool Britannia. Suede (coneguts a Amèrica com a "London Suede") va ser la primera de les bandes basades en guitarres que va ser acceptada pels mitjans britànics com una veritable resposta britànica al so grunge de Seattle. El seu autotitulat àlbum de debut es va publicar el març de 1993, i es va convertir en l'àlbum més ràpid en vendre's en la història del Regne Unit. Aquest rècord seria batut posteriorment per Oasis ambDefinitely Maybe.

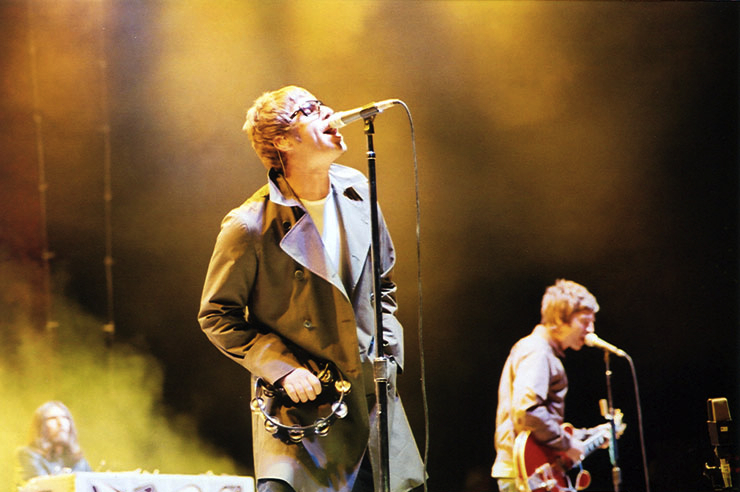
Els germans Noel i Liam Gallagher, d'Oasis, l'any 2005

El 1995 el moviment Britpop va arribar al seu zenit. La famosa "batalla de bandes" pel títol de "reis del Britpop" estava encapçalada per dos grups: els germans Noel i Liam Gallagher (Oasis) representant el nord d'Anglaterra, i Damon Albarn i Alex James (de Blur) representant el sud. El punt àlgid d'aquesta guerra no declarada va arribar quan, en una operació de màrqueting realitzada sense el coneixement de les bandes, el senzill d'Oasis "Roll With It" i el de Blur "Country House" van ser publicats el mateix dia. Aquest fet va captar l'atenció dels mitjans i del públic, arribant a aparèixer fins i tot a les notícies de la BBC. Amb aquesta batalla, altres temes van quedar en segon pla, com ara el tema més famós de Pulp, "Common People" i els temes de Suede "Trash" i "Beautiful Ones".
Al final, Blur va guanyar aquesta batalla, venent 274,000 còpies front a les 216,000 d'Oasis (van ser número 1 i 2 de les llistes d'èxits, respectivament). No obstant això, a llarg termini, l'àlbum d'Oasis (What's the Story) Morning Glory va guanyar el vot popular contra el de Blur, The Great Escape, venent 4 vegades més. Al Regne Unit, (What's the Story) Morning Glory va passar un total de 3 anys a les llistes de vendes, arribant a vendre 18 milions de còpies i convertint-se en el segon àlbum britànic més venut de tots els temps. A més, és considerat l'àlbum definitiu de Britpop.
Durant aquest temps el nou electorat va veure l'emergència del jove líder del Labour Party (partit laborista), Tony Blair. Blair es va convertir en la nova cara dels somnis i desitjos de la contracultura britànica, i molts grups com Oasis i Blur l'admiraven. De fet, Noel Gallagher fins i tot va aparèixer a alguns mítins oficials expressant el seu suport a la campanya de Blair.
Junt amb Oasis, Blur, Pulp i Suede, 1995 va ser l'any que en què es van publicar altres senzills d'èxit d'altres bandes de Britpop que, en una visió col·lectiva, capten l'essència i l'actitud del moviment Cool Britannia. Algunes d'aquestes bandes eren Supergrass (I Should Coco), Cast (All Change) and Radiohead (The Bends). El moviment "Cool Britannia" també estaba simbolitzat per himnes alegres, estivals de so rotundament pop com ara "Staying Out for the Summer" de Dodgy, "Alright" de Supergrass, "Inbetweener" de Sleeper, "Wake Up Boo" de The Boo Radleys' i "Great Things" d'Echobelly. També va ser l'any en què es va publicar els segon àlbum del grup The Verve, A Northern Soul. L'àlbum no va tenir rellevància comercial (tot i que la crítica el va aclamar), i la banda es va separar. Només es reformarien l'any 1997 pel seu últim àlbum, Urban Hymns.
Els mitjans britànics van seguir explotant el moviment, arribant a anomenar-lo "Third British Invasion" ("la tercera invasió britànica"), donada la seua massiva popularitat i donat que els seus grups representaven unes influències musicals en concret, el que portava a ficticis enfrontaments entre bandes (com el cas d'Oasis i Blur) que recordaven a altres temps (sobretot a la primera "invasió britànica" i la competència entre The Beatles i The Rolling Stones).
L'èxit del Britpop a 1995 va continuar durant l'estiu de 1996, en part gràcies a noves publicacions per part d'Ocean Colour Scene (Moseley Shoals), Suede (Coming Up) i Dodgy (Free Peace Sweet) i a una actuació llegendària de 2 nits d'Oasis al Knebworth Park. Els Brit Awards van ser una celebració del britpop, ja que molts dels nominats eren bandes de Britpop. A més, la cerimònia va alimentar la rivalitat entre Blur i Oasis. Quan Oasis va guanyar el premi a "Millor àlbum britànic", els germans Gallagher van burlar-se de Blur cantant una paròdia del major èxit de Blur, "Parklife", amb Liam Gallagher canviant la lletra a "Shite-Life" ("Vida de merda"). Oasis també va guanyar el premi de "millor video" per "Wonderwall". Aquests premis havien sigut guanyats per Blur l'any anterior. A més, Paul Weller va guanyar el premi a "Millor artista masculí" (per segon any consecutiu) i Supergrass van ser reconeguts com a "artistes revelació", premi que Oasis havia guanyat l'any anterior. La cerimònia va estar plena d'artistes de Britpop, però va ser el líder de Pulp Jarvis Cocker qui va marcar la diferència quan va entrar a l'escenari durant l'actuació de Michael Jackson i va ensenyar el cul. Cocker va ser arrestat però posat en llibertat sense càrrecs.
Tot i que la majoria de bandes associades amb el britpop eren angleses, hi havia excepcions. Super Furry Animals, Catatonia, Gorky's Zygotic Mynci, Manic Street Preachers i Stereophonics eren gal·lesos. Altres com The Gyres, The Supernaturals, Travis i Belle and Sebastian eren escocesos. Fins i tot va existir un moviment dins la premsa local gal·lesa que va denominar les seues bandes com a "Cool Cymru" o "Cool Caledonia" (en oposició a "Cool Britannia"). Tot i les acusacions de què el britpop tendia a centrar-se en bandes del sud (tipificades per Blur, Supergrass o Menswe@r), el moviment i la histèria del Britpop va unir totes les illes britàniques a nivell de creació, i fins i tot Europa sencera a nivell de públic.
El moviment també va exercir un breu període d'hegemonia cultural, amb la pel·lícula de 1996 Trainspotting i la seua banda sonora centrada en aquesta música (amb Blur, Elastica, Pulp i Sleeper), la música d'Ocean Colour Scene al programa de Chris Evans TFI Friday i la pel·lícula Lock, Stock and Two Smoking Barrels.

### (1997-1999) Desceleració del moviment
Cap al final de 1996 la histèria va anar disminuint. Això es va deure, en gran part, al fet que la vida plena d'alcohol i drogues de les bandes no va permetre una creació musical que satisfera les altes expectatives creades a nivell artístic. Bandes com ara Blur, Oasis i Suede van rebre molta atencio dels mitjans pel seu ús desproporcionat d'alcohol i/o drogues. El 1997 molts dels àlbums publicats van ser decebedors, sense conservar la qualitat ni l'esperit i el so del moviment. Els líders del moviment, Oasis i Blur, van ser la clau que va acabar amb el britpop. El tercer àlbum d'Oasis, Be Here Now, tot i que va atraure a molt de públic i es va vendre bé, no va aconseguir més que males crítiques a causa del seu so tancat i sobreproduït, que anys més tard Noel Gallagher descriuria com "Massa pols blanc a un estudi". L'àlbum autotitulat de Blur es va rebre bé per part de la crítica, perquè reflectia una evolució al so de la banda (al contrari que Oasis), però els seus fans van rebre d'una forma bastant freda aquesta evolució. El grup (que va deixar d'estar guiat pel cantant Damon Albarn per a estar-ho pel guitarrista Graham Coxon) va deixar el seu antic so per assimilar les influències del lo-fi americà, sobretot de la banda Pavement. No va ser fins al seu segon single, "Song 2", que Blur van tornar al més alt de les llistes britàniques.
No obstant això, mentre els grups establerts anaven perdent qualitat, l'atenció es va centrar en altres grups com ara Radiohead o The Verve, que anteriorment no havien atret els mitjans. Radiohead va tindre èxit comercial amb el seu senzill de 1993 "Creep" i l'èxit comercial i de crítica amb l'àlbum de 1995 The Bends. Aquestes dues bandes, sobretot Radiohead, mostraven influències més esotèriques dels anys 60 i 70, no tan conegudes com les dels altres grups de Britpop. Quan el moviment feia signes d'acabar-se, Radiohead i The Verve van publicar els seus dos respectius àlbums que marcaren 1997: OK Computer i Urban Hymns, tots dos àmpliament aclamats.
Quan el moviment començava a frenar-se, molts grups van perdre força. Tot i que alguns van obtenir èxit amb àlbums més atrevits (com va ser el cas de Pulp amb This Is Hardcore, Supergrass amb In It for the Money i Cornershop amb When I Was Born for the 7th Time), molts grups van trobar que la pressió era massa gran i es van separar, o simplement van desaparéixer de la vida pública. Elastica van caure en les drogues i no van publicar el seu segon disc fins a 1999 (el primer va ser el 1995). Menswear també es van separar sense arribar a publicar un segon àlbum. Altres, com ara Cast, Ocean Colour Scene i Shed Seven van seguir publicant discs, però el seu èxit comercial va disminuir ràpidament. Igualment, tots els nous grups que van signar contractes discogràfics durant la febre del Britpop van fallar en la seua part comercial.
Cap al final de la dècada, el moviment es va acabar. Blur va seguir allunyant-se del Britpop amb els seus discs, acomiadant el productor durant molts anys Stephen Street i al guitarrista Graham Coxon. Un parell d'anys després de ser acomiadats, Coxon es va unir a amb Street per a publicar els seus discs de més èxit en solitario. Oasis va continuar sent popular entre la seua base de fans però van entrar en un període d'inactivitat després de Be Here Now. Mentre gravaven la seua continuació el 1999, van acomiadar els seus membres fundadors Bonehead i Guigsy. El 2004 el seu bateria de tota la vida Alan White va deixar el grup, fent que els germans Gallagher fossin els únics membres originals. Suede va publicar dos àlbums més el 1999 i el 2002, abans de separar-se el 2003. Pulp no va publicar la continuació del seu àlbum de 1998 This Is Hardcore fins al 2001, amb We Love Life, després del qual van entrar en un període d'inactivitat del que encara no han eixit. Radiohead, que mai van ser una banda molt associada al moviment, van eliminar durant els seus següents àlbums tota referència a l'estil del Britpop. The Verve, després de perdre el seu guitarrista Nick McCabe, també es va separar, tot i que el seu líder Richard Ashcroft es va forjar posteriorment una carrera d'èxit en solitari. Tot i la caiguda del Britpop, bandes com Oasis, Radiohead, Blur i Supergrass van continuar fent música i encara tenen relativa popularitat entre fans i crítics.
El període va ser rematat per la desfeta de Creation Records, probablement una de les forces directrius de l'estil, el 1999. Vivint de la bombolla creada per Oasis que havia impedit que el segell quebrés, va entrar en un període vanitós que va veure l'aparició a la discogràfica d'artistes desastrosos des del punt de vista de crítica i públic, com ara el Rastafari blanc Mishka i un envellit Kevin Rowland.

## (Dècada del 2000) Llegat
A part de la seua contribució a la cultura en general durant i després del període, les primeres formacions de grups posteriors es van crear durant l'época daurada del Britpop. Exemples d'això són The Libertines (que donarien peu a la següent banda del seu líder Pete Doherty, Babyshambles), Kaiser Chiefs (com a Parva) and Hard-Fi (com a Contempo), totes formades durant finals dels anys 90 i principis de la dècada del 2000. Això es pot veure com una continuació de l'evolució del mateix gènere, com és el cas dels "nous èpics" (per exemple Coldplay, Embrace, Keane…). Altres exemples són Athlete, Muse i Kasabian.